# Patricia Murphy
Patricia Murphy   (comtat de Clare, 1981) és una àrbitre irlandesa d'snooker i billar americà, que destaca per convertir-se en la segona dona a ser àrbitre a la gira esportiva principal.

## Biografia
Nascut al comtat de Clare a Irlanda, Murphy es va traslladar al Regne Unit. Es va qualificar el 2004 per àrbitre a la gira professional de snooker i es va convertir en la segona àrbitre femenina de l'esport, després de Michaela Tabb el 1997. El seu primer esdeveniment oficial va ser el Campionat del Regne Unit de 2005 a York. El seu debut televisiu va ser la competició Junior Snooker Pot Black de 2006.
Murphy va ser seleccionada per ser àrbitre al World Pool Masters de 2009 a Las Vegas. També va ser escollida com una de les àrbitres del torneig Power Snooker a l'arena IndigO2 de Londres el 30 d'octubre de 2010 amb l'escocesa Michaela Tabb.

## Vida personal
Murphy resideix a Stamford, Regne Unit, amb la seva parella, el jugador de snooker professional Lewis Roberts.